# Manuel Ibáñez i Escofet
Manuel Ibáñez i Escofet (Barcelona, 2 d'agost de 1917 - 15 de desembre de 1990) fou un periodista català.
Començà en la professió abans de la Guerra Civil espanyola en la redacció d'El Matí. Durant la postguerra formà part de la Comissió Abat Oliba (1947). No tornà al periodisme fins que el 1952 fou nomenat sotsdirector d'El Correo Catalán, del qual fou promotor de la seva modernització i catalanització, tot incorporant a la seva redacció Josep Pla, Joan Fuster, Jacint Ros i Hombravella, Armand Carabén i Ernest Lluch.
Des del 1968 va dirigir Tele/eXpres i la convertí en una publicació viva i decantada envers els problemes del país, amb col·laboradors destacats com Montserrat Roig, Terenci Moix, Jaume Perich, Josep Maria Huertas Claveria, Joan Fuster o Manuel Vázquez Montalbán. Tanmateix, la creixent politització dels nous redactors i un atac de cor l'obligaren a deixar la direcció del diari.
El 1976 fou nomenat director adjunt de La Vanguardia. Fou assessor en matèries informatives dels presidents de la Generalitat Josep Tarradellas i Jordi Pujol, i director dels programes de TVE a Catalunya Les nostres coses, Desperta ferro i La nostra gent. També col·laborà esporàdicament a Revista de Girona.
La seva passió pel futbol en general i el F.C. Barcelona en particular es va traduir en la publicació, el 1962, amb el títol de Kubala, un barceloní de Budapest, d’una breu biografia del popular futbolista, i el 1991, pòstumament, el recull d’articles Parlem del Barça.
Ibáñez Escofet va publicar dos reculls d’articles: La corda fluixa (1971, reeditat el 2017, amb motiu del centenari del seu naixement, amb pròleg i notes de Sam Abrams) i Les arrels i les fulles (1985), però destaca sobretot l’èxit notable del seu llibre autobiogràfic La memòria és un gran cementiri (1990), en el qual, a través de les seves vivències personals, professionals i polítiques, repassava més de mig segle de vida catalana. Per aquesta obra li va ser concedit el Premi Crítica Serra d’Or l’any 1991. Abans, el Govern de Catalunya el va distingir amb la Creu de Sant Jordi el 1983 i l’Ajuntament de la seva ciutat, amb el premi Ciutat de Barcelona de Periodisme el 1986.

## Obres
- La corda fluixa.  Barcelona: Editorial Pòrtic, 1971.
- Les arrels i les fulles.  Barcelona: Edicions 62, 1985.
- La memòria és un gran cementiri.  Barcelona: Edicions 62, 1990. (Premi Crítica Serra d'Or de biografies i memòries, 1991)

## Fons personal
El febrer de 2022 el seu fons personal va ser dipositat a l'Arxiu Nacional de Catalunya. En el moment del seu lliurament, el fons tenia un volum de 2,2 m. Es tracta de l’arxiu conservat per la seva vídua Maria Fanés Guasch, morta el mes de juny de 2021, dispers fins ara a les cases familiars de Barcelona i Capmany (Alt Empordà) i recuperat finalment pels fills del periodista.
Cronològicament, el fons abasta pràcticament tota la vida professional d’Ibáñez Escofet, des de començaments de la dècada dels anys quaranta fins a la seva defunció, el 15 de desembre de 1990; per tant, des de les temptatives literàries inicials de postguerra, recorrent tots els estadis de la seva vida professional, fins als anys finals de La Vanguardia. A més, inclou també la correspondència adreçada a la seva vídua per raó del traspàs d’Ibáñez Escofet, i la de premis atorgats i homenatges dedicats posteriorment a la defunció a la premsa i en actes específics.